# بخش سن-لو
بخش سن-لو (به فرانسوی: Arrondissement de Saint-Lô) یک بخش در فرانسه است که در مانش واقع شده‌است.